# Золотарівський загальнозоологічний заказник
Золотарівський — загальнозоологічний заказник місцевого значення в Україні. Об'єкт природно-заповідного фонду Сумської області. 
Площа 150,6 га. Оголошено територією ПЗФ 27.04.2001. Розташований в околиці с. Кіндратівка. Охороняється водно-болотне угіддя Костянтинівського водосховища з прибережними смугами на одній з приток р. Сейм (Філінщина, права притока Мужиці).
Є осередком збереження мисливських видів тварин (заєць сірий, сарна, куріпка сіра та ін.), та рідкісних, занесених до Бернської конвенції (канюк звичайний, яструб великий, лунь болотяний, лунь лучний, деркач, сова вухата, одуд, сорокопуд-жулан, вівчарик весняний, іволга та ін.).